# Козир Михайло Сидорович
Миха́йло Сидорович Козир в деяких документах Володи́мирович і Ко́зирєв (23 травня 1894, Нова Осота, Чигиринський повіт, Київська губернія, Російська імперія - 24 жовтня 1930, Тобольськ, РСФРР, ССРР) — український, російський, європейський і азійський (євразійський) революціонер, військовий і суспільний діяч, учасник Першої Світової війни, червоний партизан Алтаю, анархо-комуніст, учасник і один з керівників збройної боротьби за народовладдя на Алтаї в Сибіру, в т.ч. під гаслами "за радянську владу без комуністів".  
Нащадок християн-степовиків Подніпров'я, козаків-українців і русинів Київщини з діда-прадіда, судячи за все його прадіди жили на Подніпров'ї ще в часи Хмельниччини. Один з керівників Народної Повстанської Армії Степової Алтаю, жертва репресій проти учасників громадянської війни на теренах Країни Рад у 1920х. Один з організаторів і керівників Західно-Сибірської селянської Червоної армії. Розстріляний в 1930 році в Тобольську.
Серед його співробітників і соратників по революційній, повстанській і збройній боротьбі такі відомі особи періоду революції і громадянської війни, учасники робоче-селянського, краснокозачого і краснопартизанського повстанського руху на Алтаї і в Сибіру 1920х як Григорій Рогов, Федір Колядо, Юхим Мамонтов (1889-1922), Гребнєв, Петро Дербер, Чеканов Ігнат Федорович (1888-1939), Хліборобов та інші.
Також варто зауважити, що рідне село Михайло Сидоровича, Нова Осота Чигиринського повіту Київської губернії дало щонайменше два повстанські отамани Холодного Яру 1920х рр., земляків, а можливо і далеких родичів Михайла Сидоровича - Гупала Дениса Мусійовича (1898-1923) і отамана Богдана, згаданого у всесвітньо-відомій книзі Юрія Горліса-Горського "Холодний Яр", присвяченої подіям громадянської війни 1920х рр. на Київській Русі-Україні.

## Життєпис
З селян-бідняків, житель села Сосновка Семипалатинського повіту. Учасник Першої світової війни, поручик. Будучи беспартійним, в першій половині 1918 року брав участь у встановленні радянської влади у Семипалатинському повіті. З літа 1919 року у партизанах: член Головного Штабу Селянської Червоної Армії Алтайської округи, організатор і командир 6-го об'єднаного, а потім 4-го Селянського полку, начальник Семипалатинської бойової ділянки, командир 4-го Селянського корпусу партизанської армії Є. М. Мамонтова. Мав брата Миколу, ад'ютанта начальника штаба армії.
В рядах партизанської армії Є. М. Мамонтова анархісти були в загонах зимінських (алейських) і каміньських партизан, а також у 4-му селянському корпусі М. В. Козиря. Політичні погляди самого Козиря були розпливчаті і являли собою дещо середнє між лівоесерівськими і анархістськими, але багато командирів і навіть комісари в його корпусі були анархістами.
Вже в кінці 1919 року командир 4-го селянського корпусу М.Козир, будучи в Семипалатинську, висунув гасло: «За Ради без комуністів! Хай живе вільна праця». Був відсторонений від командування. Він не підкорився, прибув з частиною свого корпусу в Усть-Каменогорськ і призвав селян до непокори ревкомам. Відбулись загальні збори гарнізону, на яких була прийнята антикомуністична резолюція: «Ми віддамо всі наші сили на створення справжньої робітничо-селянської Соціалістичної Радянської влади! Селянська армія твердо заявляє, що вона нікому не дозволить посягнути на свої права. Права самостійного устрою життя. Нам, селянам, не потрібно ніякої влади, нам потрібне народне право!».
Проти повсталих селян на боці Червоної Армії у складі ЧК воював відомий радянський письменник Павло Петрович Бажов.

## Родина
Рідний брат - викладач школи і інституту в Барнаулі, член горкома партії і секретар ЦК ВЛКСМ міста Барнаула в 1930х рр. Феодосій Сидорович Козир (1911-1938), репресований і розстріляний в 1938 році в Барнаулі, одруженого з Софією Алоїзівною Невірівською (27.11.1911 - 19.01.2004), правнучкою Ганни, рідної сестри генерала Єрмолова і Олексія Павлова, чиновника при Священному Синоді початку 19 сторіччя. Його брат з жінкою згадані в книзі відомого алтайського краєзнавця Василя Федоровича Гришаєва "Барнаульські педагоги - жертви політичних репресій" і його статті "Комарики-малярики" опублікованій в газеті "Вечірній Барнаул", 11 лютого 1995 року.
Інші брати і сестри - Костянтин, Тетяна, Надія, Микола, Тимофій, Сергій, Іван, Василь.
Жінка Тетяна Іванівна Горобець (1905-1995).
Дочка Зоя Михайлівна Козир (в шлюбі - Пшеничникова) (11.02.1924 - 21.11.2006).